# 클로스터-체벤 협정

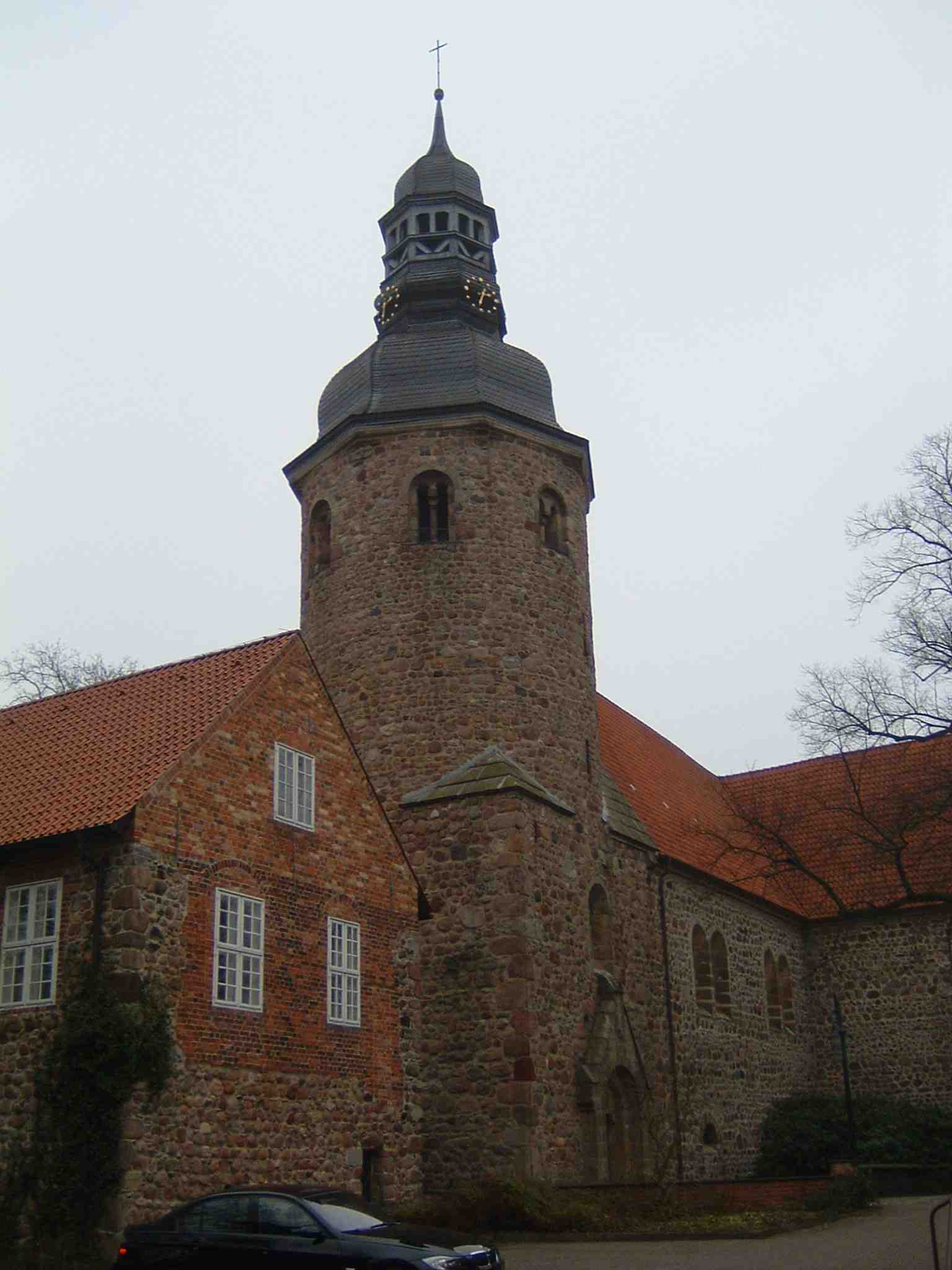
체벤 수도원

클로스터 · 체벤 협정(독일어: Konvention von Kloster Zeven) 또는 클로스터 · 제븐 협정(Convention of Kloster-Zeven)은 7년 전쟁 중인 1757년 9월 8일(~ 9월 10일)에 영국과 프랑스 사이에 맺어진 휴전 협정이다. 그러나 이것은 전선의 군사령관끼리 동의한 것으로 양국 모두 정부가 승인하지 않았기 때문에, 같은 해 말에는 소멸했다. 서명이 체벤의 폐수도원에서 이뤄졌기 때문에이 이름이 된 것이다. (‘클로스터’는 수도원이라는 뜻)

## 개요
7년 전쟁이 발발한 이후 컴벌랜드 공작 윌리엄이 이끄는 영국과 북부 독일 제후 연합군은 데스트레 장군이 이끄는 프랑스 군에게 끌려다녔으며, 연이은 후퇴를 하게 된다. 결국 하스텐벡 전투에서 패해를 당하며 하노버 방어도 할 수 없게 된 연합군은 데스트레와 교체된 리슐리외 공작에게 쫓기며 덴마크령의 경계까지 후퇴하여 더 이상 도망갈 곳도 없어졌다.
이러한 경우에 대비하여 조지 2세는 윌리엄 피트 등 대신들에게는 비밀로 하고 컴벌랜드 공작에게 프랑스와 협상을 해도 된다는 허락을 내려두었다. 한편 리슐리외도 프로이센의 전력을 여유를 갖게 하기 위해 작센에 군대를 파견해야 했기에 적극적으로 협상에 나섰다. 덴마크의 중재를 바탕으로 협상을 열렸고, 휴전이 합의되었다.
이 협정으로 연합군이 해체되면서, 영국과 제국 제후는 대륙 전쟁에서 이탈하였다. 군인들은 각 나라로 귀환할 수 있었지만, 하노버는 프랑스의 점령 하에 있게 되었다. 리슐리외는 독일 북부에 동영을 위한 거점을 확보해 만족했지만, 적군의 무장 해제도, 군인의 포로화도 진행되지 않았기 때문에 본국에서는 이 협정을 인정하지 않았다. 리슐리외는 동계 휴가로 일시 귀환한다는 명목으로 본국으로 귀국하여, 다시 독일로 파견되는 못했다.
한편 영국에서도 이 협정은 인정되는 않았다. 정부는 동맹국인 프로이센의 항의를 받았고, 또한 스스로도 대륙의 전투에서 이탈할 생각이 없었기 때문이다. 피트로부터 추궁당한 조지 2세는 이런 내용의 협정을 체결한 것을 허락하지 않았다고 부인하고 컴벌랜드를 소환했다. 궁전에 입궐한 컴벌랜드의 얼굴을 보면서 조지 2세는 “오, 아들아! 나를 파멸시키고, 네 얼굴에 먹칠을 했구나!”라며, 이후에는 말을 나누지 않았다. 컴벌랜드는 사령관직을 그만두고 군대를 은퇴했다. 그는 페르디난트 공작으로 교체되었다.
이후 프랑스는 무장해제만이라도 하도록, 협정의 재협상을 제의했지만 그 전에 로스바흐 전투가 벌어지며 프랑스군은 프로이센 군대에 대패했다. 그래서 영국은 돌연 강하게 협상을 뒤엎고, 분산되어 동영을 하던 프랑스군을 덮쳐 하노버에서 쫓아냈다. 그리고 다시 독일 제후의 군대를 집합시켜 연합군을 구성하여 전쟁이 끝날 때까지 프랑스군과 싸웠다.

## 참고 문헌
- Anderson, Fred (2001). 《Crucible of War: The Seven Years' War and the Fate of Empire in British North America, 1754-1766》. Faber and Faber.
- Charteris, Evan (1925). 《William Augustus, Duke of Cumberland and the seven years' war》. London.
- Mediger, Walther (1984). 《Hastenbeck und Zeven. Der Eintritt Hannovers in den Siebenjährigen Kieg》. 《Niedersächsisches Jahrbuch für Landesgeschichte》 (독일어) 56. 137–166쪽.
- Szabo, Franz A. J. (2007). 《The Seven Years' War in Europe, 1756–1763》. New York.